# جامع الحاج مصطفى آل قيردار
جامع الحاج مصطفى آل قيردار في محافظة كركوك في العراق، ويعتبر من مساجد العراق الأثرية، ويقع في منطقة السوق الكبير، وشيد المبنى عام 1302هـ/1884م، وأجريت عليه أعمال الصيانة والتعمير في عام 1422هـ/2001م، من قبل السيد حسيب آل قيردار.
وتبلغ مساحة الجامع 1500م2 تقريباً، وتحتوي جدران حرم المسجد على خطوط وكتابات أثرية من أبيات الشعر تصف المنطقة بأنها كانت خالية عندما قام السيد مصطفى أفندي ببناء مبنى الجامع في هذه الأرض.
علماً إن مبنى المسجد ما زال محافظاً على هيئتهِ التراثية القديمة من داخل الحرم، ويذكر إنه كان مركزاً لتعليم وحفظ القرآن الكريم آنذاك.
ويحتوي الجامع على حرم واسع فيه محراب وتعلو سقفه قبة بيضاء عليها برج مئذنة مصنوعة من الحديد، وفي الجامع مقبرة تحوي بعض القبور.
وتقام فيهِ حالياً صلاة الجمعة والصلوات الخمس.